# Everon Espacia
Everon Espacia (ur. 22 lutego 1984) – piłkarz z Curaçao występujący na pozycji pomocnika, obecnie zawodnik Hubentut Fortuna.

## Kariera klubowa
Espacia swoją karierę piłkarską rozpoczynał w zespole Hubentut Fortuna. Już w swoim debiutanckim sezonie, 2009/2010, zdobył z nim mistrzostwo Curaçao i sukces ten powtórzył również rok później, w rozgrywkach 2010/2011.

## Kariera reprezentacyjna
W seniorskiej reprezentacji Antyli Holenderskich Espacia pierwszy mecz rozegrał jako dwudziestodwulatek, w 2006 roku. Ogółem wystąpił w niej dziessięciokrotnie, nie zdobywając bramki. W reprezentacji Curaçao, spadkobiercy rozwiązanej kadry Antyli Holenderskich, zadebiutował za to 7 października 2011 w przegranym 0:1 spotkaniu z Antiguą i Barbudą w ramach eliminacji do Mistrzostw Świata 2014. W tych samych rozgrywkach zdobył pierwszego gola w drużynie narodowej – 15 listopada 2011 w wygranej 6:1 konfrontacji z Wyspami Dziewiczymi Stanów Zjednoczonych. Zawodnicy Curaçao nie zdołali się jednak zakwalifikować na mundial.